# Columba Marmion
Columba Marmion, O.S.B., nascido Joseph Aloysius Marmion (1 de abril de 1858 – 30 de janeiro de 1923) foi um monge beneditino irlandês católico romano e o terceiro abade da Abadia de Maredsous na Bélgica. Beatificado pelo Papa João Paulo II em 3 de setembro de 2000, Columba foi um dos autores católicos mais populares  e influentes  do século XX. Seus livros são considerados clássicos espirituais.

## Primeiros anos (1858–1886)
Columba nasceu em Queen Street, Dublin, Irlanda, em 1º de abril de 1858, em uma família grande e muito religiosa; três de suas irmãs se tornaram freiras. Seu pai, William Marmion, era de Clane, Co. Kildare. Sua mãe, Herminie Cordier, era francesa, o que levou seu biógrafo, Dom Raymond Thibaut, a comentar: “Ele deve à sua origem celta sua inteligência penetrante, sua imaginação viva, sua sensibilidade, sua exuberância e seu espírito jovem. O sangue francês que corria em suas veias contribui para sua clareza de espírito, seu hábito de percepção clara, sua facilidade de exposição e sua retidão de caráter. Da combinação dos dois, ele deriva sua alegria constante e sua generosidade de coração com toda a força, devoção e bom sentimento que esta nobre qualidade implica. "  Ele foi batizado com o nome de "Joseph Aloysius". Desde muito jovem, ele foi aparentemente "consumido por algum tipo de fogo interior ou entusiasmo pelas coisas de Deus". Ele foi educado no Jesuit Belvedere College em Dublin.
Ele entrou no seminário com a idade de 16 anos. Na época em que entrou no seminário, sua "fé  era muito forte";  ele percebeu "algo mais do que simples teses teóricas"  na doutrina católica, em particular "que o amor de um homem por Deus se mede pelo amor ao próximo". 
Um dia, durante as férias [com cerca de 17 anos], soube que uma senhora pobre, bem conhecida de sua família, foi ameaçada de ser intimada perante os magistrados por um credor exigente que reclamava o pagamento de uma dívida um tanto elevada. O jovem seminarista possuía uma quantia equivalente economizada aos poucos para uma viagem que havia prometido a si mesmo. No coração lutava entre a generosidade e o desejo legítimo de gozar dos frutos de suas economias. Essa luta durou a noite toda. De manhã, a caridade venceu; com o consentimento do pai, ele generosamente fez suas economias em favor da pobre mulher.
Um "momento muito importante na vida interior de Dom Marmion"  ocorreu enquanto ele ainda estava no seminário.
Parece que um dia, ao voltar para a sala de estudos, ele teve de repente, para usar suas próprias palavras, "uma luz no infinito de Deus". Enquanto esta "luz" durou apenas um instante, era tão clara e forte que o deixou uma impressão indelével, de modo que ... "ele se referiu a isso não sem emoção e ação de graças durante os últimos dias de sua vida." 
Ele completou seus estudos em Roma no Pontifício Colégio Irlandês e foi ordenado em 1881.
Em sua viagem de volta à Irlanda, ele passou por Maredsous, Bélgica – um mosteiro jovem e dinâmico fundado 9 anos antes (em 1872) por monges beneditinos da Abadia de Beuron, Alemanha. Ele gostaria muito de se juntar à comunidade de lá. Mas seu arcebispo na Irlanda recusou seu pedido para fazê-lo e nomeou-o coadjutor em Dundrum, uma paróquia no sul de Dublin. Depois de um ano, foi nomeado professor de metafísica no Holy Cross College em Clonliffe, o seminário diocesano de Dublin, onde o próprio Marmion havia estudado. Nos quatro anos seguintes (1882-1886), ele embarcou na educação e direção espiritual de outras pessoas, incluindo sua nomeação como capelão de um convento próximo.

### Pároco
O trabalho de Marmion como pároco "diariamente o colocava em contato com um grupo transversal da humanidade" e ele era "chamado a aconselhar, ensinar, consolar e dar todo tipo de ajuda espiritual e material".  Ele "possuía uma facilidade extraordinária para se adaptar às outras pessoas" e, acima de tudo, "para confortar os outros e colocá-los à vontade".  Durante este período, ele começou a aprender "a delicada arte da direção espiritual na qual mais tarde se destacaria" 
Seus quatro anos como professor em Clonliffe (1882-1886) "ajudaram a completar sua formação intelectual e espiritual. Lançado na atmosfera da vida universitária, ele logo se encontrou em seu elemento nativo. " 

## Maredsous (1886–1899)
Marmion juntou-se à comunidade monástica de Maredsous em 1886, tendo recebido a aprovação de seu arcebispo. No início, foi muito difícil para ele, até "traumático". Ele tinha 27 anos, um respeitado padre e professor. Em Maredsous ele era um noviço, e também teve que aprender uma língua (francês) e disciplinas monásticas que lhe eram estranhas.
Depois de sua Profissão Solene em 10 de fevereiro de 1891, Columba  (como era agora chamado) foi nomeado para atuar como assistente do Mestre de Noviços – com quem se deu bastante mal  – e além de pregar nas paróquias nas proximidades da Abadia.
“Havia um elemento dramático em sua iniciação ao trabalho pastoral. Um pároco vizinho, cujo pregador o havia falhado inesperadamente na véspera de uma grande festa, veio aos beneditinos para pedir sua ajuda em sua dificuldade. O superior lamentava muito, mas não tinha ninguém para lhe oferecer, exceto um jovem monge irlandês cujo francês estava longe de ser perfeito. - Vou levá-lo assim mesmo - disse o pároco, e trouxe Dom Columba. Três dias depois, ele o trouxe de volta à abadia dizendo: 'Nunca tivemos um pregador assim em minha paróquia.' E logo os outros párocos estavam competindo entre si pelo 'padre irlandês'. " 

### Formação monástica
Durante um período de "calma monástica" de 1891 a 1899, a vida espiritual de Marmion atingiu "a plena maturidade"  enquanto ele atendia "os vários deveres do estado monástico, a vida de silêncio e recolhimento, de constante fidelidade à liturgia."  De particular importância para ele foram desenvolver um espírito de obediência, contrição  e humildade, bem como o crescimento contínuo nas questões fundamentais da fé, esperança  e caridade.
Acima de tudo, sua vida espiritual tornou-se cada vez mais centrada em Cristo.
1887: Depois do café da manhã, enquanto caminhava pelo jardim, li o oitavo capítulo de A Imitação de Cristo e me senti fortemente impelido a aceitar Jesus como meu único amigo. Percebi que, apesar de minha grande fraqueza e infidelidade, Jesus desejava ser meu amigo acima de todos os outros. O texto: “O meu prazer é estar com os filhos dos homens” [Provérbios 8:31], agarrou-me e impeliu-me irresistivelmente a responder de todo o coração a este desejo de Jesus. No decorrer dessa meditação, senti a presença de Jesus perto de mim e um grande desejo de fazer todas as coisas diante de Seus olhos.
1895: Somos infinitamente ricos em Jesus Cristo e as misericórdias de Deus são para nossas misérias o que o oceano é para uma gota d'água. Nunca glorificamos a Deus mais do que quando, apesar de ver nossos pecados e indignidade, estamos tão cheios de confiança em Sua misericórdia e nos infinitos méritos de Jesus Cristo que nos lançamos em Seu seio cheios de confiança e amor, certos de que Ele não pode repelir nós: "um coração humilde e contrito, ó Deus, não desprezarás." 
1896: Oh, meu querido filho, gostaria de gravar em seu coração em letras de ouro esta verdade, que não importa quão grande seja nossa miséria, seremos infinitamente ricos em Jesus Cristo, se nos unirmos a Ele, se nos apoiarmos Nele, se percebermos constantemente por uma fé viva e firme que todo o valor de nossa oração, e de tudo o que fazemos, vem de Seus méritos em nós.

## Prior de Mont César, Louvain (1899–1909)
Em 1899, Dom Columba ajudou a fundar a Abadia de Mont César, Louvain, Bélgica, e se tornou seu primeiro Prior. Ele foi investido de pesadas responsabilidades: Diretor de Estudos para os jovens monges; Professor de Teologia; diretor espiritual das monjas carmelitas, além de prior. Ele deu retiros na Bélgica e no Reino Unido. Ele também se tornou confessor do futuro Cardeal Mercier.

### Marmion o professor
O grande dom de Marmion para o ensino floresceu durante esse período. Suas palestras se distinguiam, "por um lado, por sua clareza extrema e, por outro, por sua aplicação feliz e fluente da doutrina à vida interior". Em vez de apresentar "verdades reveladas como meros teoremas de geometria que não têm relação com a vida interior", Marmion procurou inspirar seus alunos a "viver nos e pelos mistérios que lhes apresentava".
Os anos frutíferos em Mont César permitiram-lhe atingir um domínio incomparável de seus temas. Outros podem superá-lo na documentação detalhada de seu aprendizado; mas quando Dom Columba discute uma das principais teses em que o dogma se aproxima dos maiores mistérios de Deus ... seu ensino tem uma amplitude que se aproxima do infinito. As vastas repercussões do seu pensamento, fruto de uma longa contemplação, lançam luz sobre todo um mundo de conclusões secundárias. Seus resumos incisivos unem com um poder incomum de síntese em um feixe de luz os diversos aspectos de um problema escondido na primeira abordagem em sua complexidade. O ponto central se destaca em um relevo brilhante e todo o conjunto de verdades conectadas é iluminado pela luz de um princípio governante que é a chave para todo o problema. Como mestre de síntese, ele é incomparável.

## Abade de Maredsous (1909–1923)
Em 1893, Dom Hildebrand de Hemptinne, Segundo Abade de Maredsous, foi nomeado pelo Papa Leão XIII como o primeiro Abade Primaz da Ordem Beneditina. A pedido do Papa, Dom Hildebrand continuou como abade de Maredsous, mas renunciou ao cargo em 1909.
Naquele ano, aos 51 anos, "no auge de suas faculdades físicas e intelectuais", Dom Marmion foi eleito terceiro abade de Maredsous. Uma comunidade composta por cem monges, dirigia duas escolas  e era editora, em particular de La Revue bénédictine. Marmion adotou como lema Magis prodesse quam praesse, "Servir em vez de ser servido", uma máxima tirada da Regra de São Bento. O mosteiro teve grande influência espiritual e intelectual sob sua liderança. As vocações abundaram. Mas Dom Marmion não era indiferente às questões temporais. Assim, ele equipou a Abadia com eletricidade e aquecimento central, instalações raramente encontradas nos mosteiros da época.
"Reunindo tudo o que havia aprendido durante seu sacerdócio de quase trinta anos e concentrando em sua mente os tesouros da ciência teológica acumulados durante tantos anos de estudo e ensino, um mestre consumado em dogmática e ascetismo, um diretor espiritual experiente e um contemplativo que buscava constantemente os mistérios de Deus, Dom Marmion estava prestes a dar os frutos maduros destes anos e a ser, sobretudo entre os seus próprios monges, o expoente da vida cristã e monástica em sua plenitude ”.

### Maredsous e outras comunidades
Em 1909, o governo da Bélgica pediu a Maredsous que considerasse a fundação de um mosteiro beneditino em Katanga, no Congo Belga. Sem dúvida, o espírito missionário de Dom Marmion não teria hesitado; mas a Comunidade preferiu dedicar-se à pesquisa e à promoção das fontes da fé, em vez de lançar-se à evangelização direta. No entanto, Marmion deu uma ajuda eficaz a esta missão, que foi assumida pela Abadia de Santo André em Bruges.
Alguns anos depois, Marmion ajudou e apoiou a conversão ao catolicismo de comunidades anglicanas no País de Gales (Caldey e Milford Haven).

### Primeira Guerra Mundial (1914–1918)
Quando a guerra eclodiu em 1914, Dom Marmion, temendo que seus jovens noviços fossem convocados, os enviou para a Irlanda. Isso envolvia uma viagem de Marmion, disfarçado de negociante de gado, pela zona de guerra da Bélgica à Inglaterra, "sem passaporte ou documentos de qualquer tipo". Durante os anos de guerra, Marmion continuou suas atividades como pregador e diretor espiritual. Em 1915, ele escreveu a um jovem que se preparava para a ordenação: “O melhor de todos os preparativos para o sacerdócio é viver cada dia com amor, onde quer que a obediência e a Providência nos coloquem”.
No entanto, a casa irlandesa, estabelecida em Edermine, não o satisfez inteiramente; a atitude dos jovens noviços o afligia: "Procurei conquistá-los com constância e oração, mas até agora sem sucesso. Eles são bons, mas cheios de confiança em si mesmos ... Eles opõem a letra do Direito Canônico ao espírito da Regra Sagrada."  A casa Edermine foi fechada em 1920.

### O episódio do Mosteiro da Dormição
Após a guerra, a necessidade de providenciar substitutos para os monges alemães da congregação Beuronese que haviam sido expulsos do Mosteiro Beneditino da Dormição, no Monte Sião em Jerusalém, fez Marmion sonhar em haver uma fundação de Maredsous na Terra Santa.
Apesar de seus esforços e do apoio que eles ganharam, este sonho não se concretizou e os monges alemães voltaram para a Dormição.

### Seus escritos
Em 1895, Marmion deu um retiro para um pequeno grupo de freiras. As notas para essas palestras continham no kernel uma ideia que ele desenvolveria durante os próximos 20 anos – meditando sobre ela em oração, e refinando-a e polindo-a nas muitas palestras que ele deu como mestre de retiro popular. Em sua forma final, tornou-se Christ, the Life of the Soul (1917) – um livro que foi publicado pela primeira vez em privado, mas depois rapidamente, inesperadamente, tornou-se um "sucesso esmagador"  no mundo católico.
Na época de sua publicação, grande parte da literatura católica era uma mera "repetição ... de pensamentos piedosos",  marcados por uma "ênfase sentimental" e uma tendência a um estéril "refinamento da análise interior".  "Pouca atenção foi dada à Bíblia, aos Padres e aos grandes mestres da vida espiritual."  Nessa atmosfera, o trabalho de Marmion parecia "algo novo",  até mesmo "revolucionário".  "Foi como se o deserto tivesse recebido a tão esperada chuva."  Seus livros "iniciaram um profundo avivamento espiritual, cuja influência ... permeou todo o mundo católico".
No entanto, não havia essencialmente "nada novo" no trabalho de Marmion.  Em vez disso, sua "revolução" foi efetuada por "um retorno ao que era fundamental", especificamente sua restauração de "Cristo como o centro de tudo ... pensamento espiritual." 
Um segundo tema importante de sua obra é a doutrina da Adoção Divina em Cristo. Novamente, essa ideia  não era original com Marmion; é claramente estabelecido no Novo Testamento, particularmente nos escritos de São Paulo. Mas embora a doutrina tenha sido abordada por muitos escritores espirituais antes dele, "seria difícil encontrar outro que tivesse dado ao mistério tal preeminência, tornando-o, como ele faz, o início e o fim da vida espiritual. E com Dom Marmion não é tanto uma teoria ou um sistema, mas uma verdade viva que atua diretamente sobre a alma."  Alguns acreditam que a Igreja Católica um dia declarará formalmente Marmion o Doutor da Adoção Divina.
As fontes para o pensamento de Marmion incluem, de forma preeminente, a Bíblia ( especialmente São Paulo e São João ), os Padres da Igreja, São Tomás de Aquino e a Liturgia (isto é, a Missa, o Ofício Divino, os sacramentos), bem como São Francisco de Sales (1567-1622) e Mons. Charles Gay (1815–1880).
Como um escritor do século 20, Marmion é notável, talvez único, nos vários endossos formais e informais que suas obras receberam dos papas do século 20, incluindo Bento XV (1914–1922), Pio XI (1922– 1939), Pio XII (1939–1958), Paulo VI (1963–1978),  e João Paulo II (1978–2005). 

### Seus últimos anos
Com o Cardeal Mercier, seu amigo e confidente, Marmion foi uma figura espiritualmente dominante na cena belga e internacional. A publicação de seus livros teve "sucesso imediato e avassalador",  e eles estavam sendo rapidamente traduzidos para vários idiomas, incluindo coreano e japonês. Sua influência estava no auge, apesar do cansaço e de um estado de saúde precário.
Em setembro de 1922, assumiu o lugar do bispo de Namur como chefe da peregrinação diocesana a Lourdes.
Em outubro do mesmo ano, presidiu às celebrações dos 50 anos de fundação da Abadia de Maredsous (que governou como abade durante 14 anos).
Marmion foi atingido durante uma epidemia de gripe e sucumbiu a uma pneumonia brônquica em 30 de janeiro de 1923.

## Beatificação
Rapidamente, favores e milagres foram atribuídos a ele; justificando a transferência, em 1963, de seu corpo do cemitério dos monges para a igreja abacial (seu corpo foi encontrado incorrupto, após mais de 40 anos). Uma cura de câncer obtida depois que uma mulher de St. Cloud, Minnesota, visitou seu túmulo em 1966, foi investigada pela Igreja e reconhecida como milagrosa em 2000, levando à sua beatificação naquele ano.
Dom Columba Marmion foi beatificado em 3 de setembro de 2000 pelo Papa João Paulo II, na mesma ocasião que:
- Papa João XXIII, que morreu em 1963
- Papa Pio IX, que morreu em 1878
- Tommaso Reggio, Arcebispo de Gênova, falecido em 1901
- William Chaminade, que morreu em 1850

Na cerimônia de beatificação, o Papa João Paulo II declarou:
Ele nos legou um autêntico tesouro de ensinamento espiritual para a Igreja de nosso tempo. Nos seus escritos, ele ensina um caminho de santidade, simples mas exigente, para todos os fiéis, que Deus, por amor, destinou a serem seus filhos adoptivos em Cristo Jesus ... Que uma ampla redescoberta dos escritos espirituais do Bem-aventurado Columba Marmion ajude sacerdotes, religiosos e leigos a crescerem em união com Cristo e a darem testemunho fiel dEle através do amor ardente a Deus e do serviço generoso aos irmãos.
O Beato Columba Marmion nos ajude a viver cada vez mais intensamente, a compreender cada vez mais profundamente a nossa pertença à Igreja, Corpo Místico de Cristo! 
Após a Beatificação, a Causa de Canonização de Dom Marmion foi aberta e está muito ativa. Recentemente (2009) a Arquidiocese de Vancouver, Canadá, iniciou uma investigação canônica sobre a cura de um homem devastado por uma fasceíte necrotizante. Ele deveria morrer em poucas horas.

### Principais Obras
Graças a Dom Raymond Thibaut, seu secretário, os ensinamentos centrais de Columba, proferidos oralmente em francês, foram memorizados por escrito da seguinte forma:
- Le Christ, vie de l'âme (1917)
- Le Christ dans ses Mystères (1919)
- Le Christ, idéal du moine (1922)
- Le Christ, idéal du prêtre (1951)

Estes foram traduzidos para o inglês, respectivamente, como segue:
- Christ, the Life of the Soul, tradução em inglês de "A Nun of Tyburn",[87] ou seja, Mother Mary St. Thomas, 1922
- Christ in His Mysteries, tradução para o inglês de Mother Mary St. Thomas, 1924
- Christ the Ideal of the Monk, tradução para o inglês de Madre Maria St. Thomas, 1926
- Christ the Ideal of the Priest, tradução para o inglês de Dom Matthew Dillon, 1958

### Obras Póstumas Publicadas em Inglês
- Sponsa Verbi: The Virgin Consecrated to Christ, translated by Dom Francis Izard (London: Sands, 1925)
- Words of Life on the Margin of the Missal, edited by Dom Raymond Thibaut (St. Louis, Missouri: B. Herder Book Co., 1939)
- Union with God According to the Letters of Direction of Dom Marmion, by Dom Raymond Thibaut (London: Sands and Co., 1949)
- Suffering with Christ: An Anthology of the Writings of Dom Columba Marmion, compiled by Dom Raymond Thibaut (Westminster, Maryland: The Newman Press, 1952)
- The Trinity in Our Spiritual Life: An Anthology of the Writings of Dom Columba Marmion, compiled by Dom Raymond Thibaut (Westminster, Maryland: The Newman Press, 1953)
- The English Letters of Abbot Marmion, 1858-1923 (Baltimore, Maryland: Helicon Press, 1962)
- Fire of Love: An Anthology of Abbot Marmion's Published Writings on the Holy Spirit, edited by Charles Dollen (St. Louis, Missouri: B. Herder Book Co., 1964)

### Traduções em inglês impressas
- Christ, the Life of the Soul.  A new translation by Alan Bancroft. Introduction by Dom Mark Tierney, OSB (European Vice-Postulator of Marmion's Beatification Cause). Foreword by Fr. Benedict Groeschel, CFR (Bethesda, Maryland: Zaccheus Press, 2005) (ISBN 978-0-9725981-5-6) (in North America) and (Leominster, UK: Gracewing, 2005) (ISBN 978-0-85244-656-0) (outside North America).
- Christ in His Mysteries.  A new translation by Alan Bancroft. Introduction by Aidan Nichols, OP; Foreword by Fr. Benedict Groeschel, CFR. (Bethesda, Maryland: Zaccheus Press, 2008) (ISBN 978-0-9725981-9-4) (in North America) and (Leominster, UK: Gracewing, 2010) (ISBN 978-0-85244-735-2) (outside North America); both publishers' editions are available in Australasia.
- Christ the Ideal of the Monk. Reprint of the Mother Mary St. Thomas translation. (Ridgefield, Connecticut: Roman Catholic Books, circa 2005) (ISBN 0-9742098-1-3)
- Christ the Ideal of the Priest. Reprint of the Dom Matthew Dillon translation, with adaptations made by Rev. David L. Toups, STD. (San Francisco, California: Ignatius Press, 2005) (ISBN 978-1-58617-014-1) (in North America) and (Leominster, UK: Gracewing, 2006) (ISBN 978-0-85244-657-7) (in the United Kingdom)
- Union with God: Letters of Spiritual Direction by Blessed Columba Marmion.  Reprint of the Mother Mary St. Thomas translation, with an introduction by Rev. David L. Toups, STD. (Bethesda, Maryland: Zaccheus Press, 2006) (ISBN 978-0-9725981-6-3)
- Columba Marmion: Correspondance 1881–1923. Edited by Mark Tierney, R.-Ferdinand Poswick, and Nicolas Dayez. (Paris: François-Xavier de Guibert, 2008)

### Outros Livros
- Ph. Nyssens-Braun, Dom Columba Marmion intime. Editions Ramgal, Thuillies, and Maison Casterman. 1939.